# 41. ceremonia wręczenia Oscarów
41. ceremonia rozdania Oscarów odbyła się 14 kwietnia 1969 roku w Dorothy Chandler Pavilion w Los Angeles.

## Laureaci i nominowani
Laureaci nagród wyróżnieni są wytłuszczeniem

### Najlepszy film
- John Woolf – Oliver!
- Ray Stark – Zabawna dziewczyna
- Martin Poll – Lew w zimie
- Paul Newman – Rachel, Rachel
- Anthony Havelock-Allan, John Brabourne – Romeo i Julia

### Najlepszy aktor
- Cliff Robertson – Charly
- Alan Bates – Żyd Jakow
- Alan Arkin – Serce to samotny myśliwy
- Peter O’Toole – Lew w zimie
- Ron Moody – Oliver!

### Najlepszy aktor drugoplanowy
- Jack Albertson – The Subject Was Roses
- Seymour Cassel – Twarze
- Jack Wild – Oliver!
- Gene Wilder – Producenci
- Daniel Massey – Gwiazda!

### Najlepsza aktorka
- Katharine Hepburn – Lew w zimie
- Barbra Streisand – Zabawna dziewczyna
- Vanessa Redgrave – Isadora
- Joanne Woodward – Rachel, Rachel
- Patricia Neal – The Subject Was Roses

### Najlepsza aktorka drugoplanowa
- Ruth Gordon – Dziecko Rosemary
- Lynn Carlin – Twarze
- Kay Medford – Zabawna dziewczyna
- Sondra Locke – Serce to samotny myśliwy
- Estelle Parsons – Rachel, Rachel

### Najlepsza scenografia i dekoracje wnętrz
- John Box, Terence Marsh, Vernon Dixon, Ken Muggleston – Oliver!
- Anthony Masters, Harry Lange, Ernest Archer – 2001: Odyseja kosmiczna
- George W. Davis, Edward C. Carfagno – Trzewiki rybaka
- Boris Leven, Walter M. Scott, Howard Bristol – Gwiazda!
- Michaił Bogdanow, Giennadij Miasnikow, Gieorgij Koszelew, W. Uwarow – Wojna i pokój

### Najlepsze zdjęcia
- Pasqualino De Santis – Romeo i Julia
- Harry Stradling Sr. – Zabawna dziewczyna
- Daniel L. Fapp – Stacja arktyczna Zebra
- Oswald Morris – Oliver!
- Ernest Laszlo – Gwiazda!

### Najlepsze kostiumy
- Danilo Donati – Romeo i Julia
- Margaret Furse – Lew w zimie
- Phylis Dalton – Oliver!
- Morton Haack – Planeta Małp
- Donald Brooks – Gwiazda!

### Najlepsza reżyseria
- Carol Reed – Oliver!
- Stanley Kubrick – 2001: Odyseja kosmiczna
- Gillo Pontecorvo – Bitwa o Algier
- Anthony Harvey – Lew w zimie
- Franco Zeffirelli – Romeo i Julia

### Pełnometrażowy film dokumentalny
- Bill McGaw – Jurney Into Itself
- James Blue – A Few Notes on Our Food Problem
- William Cayton – Legendary Champions
- David H. Sawyer – Other Voices
- Robert Cohn, Alexander Grasshoff – Young Americans

Nagroda wręczona 8 maja 1969 roku dla zdobywcy drugiego miejsca po tym, jak Board of Governors zdecydowała, że Young Americans nie kwalifikuje się do nagrody i odebrała ją, ponieważ stwierdzono, że wydanie nastąpiło zbyt wcześnie aby kwalifikować się do Oscarów za 1968 rok.

### Krótkometrażowy film dokumentalny
- Saul Bass – Why Man Creates
- Fali Bilimoria – The House That Ananda Built
- Lee R. Bobker – TheRevolving Door
- Thomas P. Kelly Jr. – A Space to Grow
- Dan E. Weisburd – A Way Out of the Wilderness

### Najlepszy montaż
- Frank P. Keller – Bullitt
- Robert Swink, Maury Winetrobe, William Sands – Zabawna dziewczyna
- Frank Bracht – Dziwna para
- Ralph Kemplen – Oliver!
- Fred R. Feitshans Jr., Eve Newman – Wild in the Streets

### Najlepszy film nieangielskojęzyczny
- Siergiej Bondarczuk – Wojna i pokój
- François Truffaut – Skradzione pocałunki
- Miloš Forman – Pali się moja panno
- Zoltán Fábri – Chłopcy z Placu Broni
- Mario Monicelli – Dziewczyna z pistoletem

### Najlepsza muzyka
- John Barry – Lew w zimie
- Lalo Schifrin – The Fox
- Jerry Goldsmith – Planeta Małp
- Alex North – Trzewiki rybaka
- Michel Legrand – Sprawa Thomasa Crowna

### Najlepsza muzyka w musicalu
- Johnny Green – Oliver!
- Michel Legrand, Jacques Demy – Panienki z Rochefort
- Ray Heindorf – Tęcza Finiana
- Walter Scharf – Zabawna dziewczyna
- Lennie Hayton – Gwiazda!

### Najlepsza piosenka filmowa
- Michel Legrand (muzyka), Alan Bergman (słowa) i Marilyn Bergman (słowa) – „The Windmills Of Your Mind” z filmu Sprawa Thomasa Crowna
- Richard M. Sherman, Robert B. Sherman – „Chitty Chitty Bang Bang” z filmu Nasz cudowny samochodzik
- Quincy Jones (muzyka), Bob Russell(słowa) – „For Love of Ivy” z filmu Z miłości do Ivy
- Jule Styne (muzyka), Bob Merrill (słowa) – „Funny Girl” z filmu Zabawna dziewczyna
- Jimmy Van Heusen (muzyka), Sammy Cahn (słowa) – Star!” z filmu Gwiazda!

### Najlepszy dźwięk
- Shepperton Studio Sound Department – Oliver!
- Warner Bros.-Seven Arts SSD – Bullitt
- Warner Bros.-Seven Arts SSD – Tęcza Finiana
- Columbia SSD – Zabawna dziewczyna
- 20th Century-Fox SSD – Gwiazda!

### Najlepsze efekty specjalne
- Stanley Kubrick – 2001: Odyseja kosmiczna
- Hal Millar, J. McMillan Johnson – Stacja arktyczna Zebra

### Krótki film animowany
- Walt Disney – Winnie The Pooh And The Blustery Day (pośmiertnie)
- Jimmy T. Murakami – The Magic Pear Tree
- Wolf Koenig, Jim Mackay – La Maison de Jean-Jacques
- John Hubley, Faith Hubley – Windy Day

### Krótki film przyrodniczy
- Charles Guggenheim – Robert Kennedy Remembered
- George Coe, Sidney Davis, Anthony Lover – De Düva: The Dove
- National Film Board of Canada – Pas de deux
- John Astin – Prelude

### Najlepszy scenariusz oryginalny
- Mel Brooks – Producenci
- Stanley Kubrick, Arthur C. Clarke – 2001: Odyseja kosmiczna
- Franco Solinas, Gillo Pontecorvo – Bitwa o Algier
- John Cassavetes – Twarze
- Ira Wallach, Peter Ustinov – Gorące miliony

### Najlepszy scenariusz adaptowany
- James Goldman – Lew w zimie
- Neil Simon – Dziwna para
- Vernon Harris – Oliver!
- Stewart Stern – Rachel, Rachel
- Roman Polański – Dziecko Rosemary

### Oscar Honorowy
- Onna White za choreografię do filmu Oliver!
- John Chambers za charakteryzację do filmu Planeta Małp